# Groß Rodensleben
Groß Rodensleben ist ein Ortsteil der Stadt Wanzleben-Börde im Landkreis Börde in Sachsen-Anhalt.

## Geografie

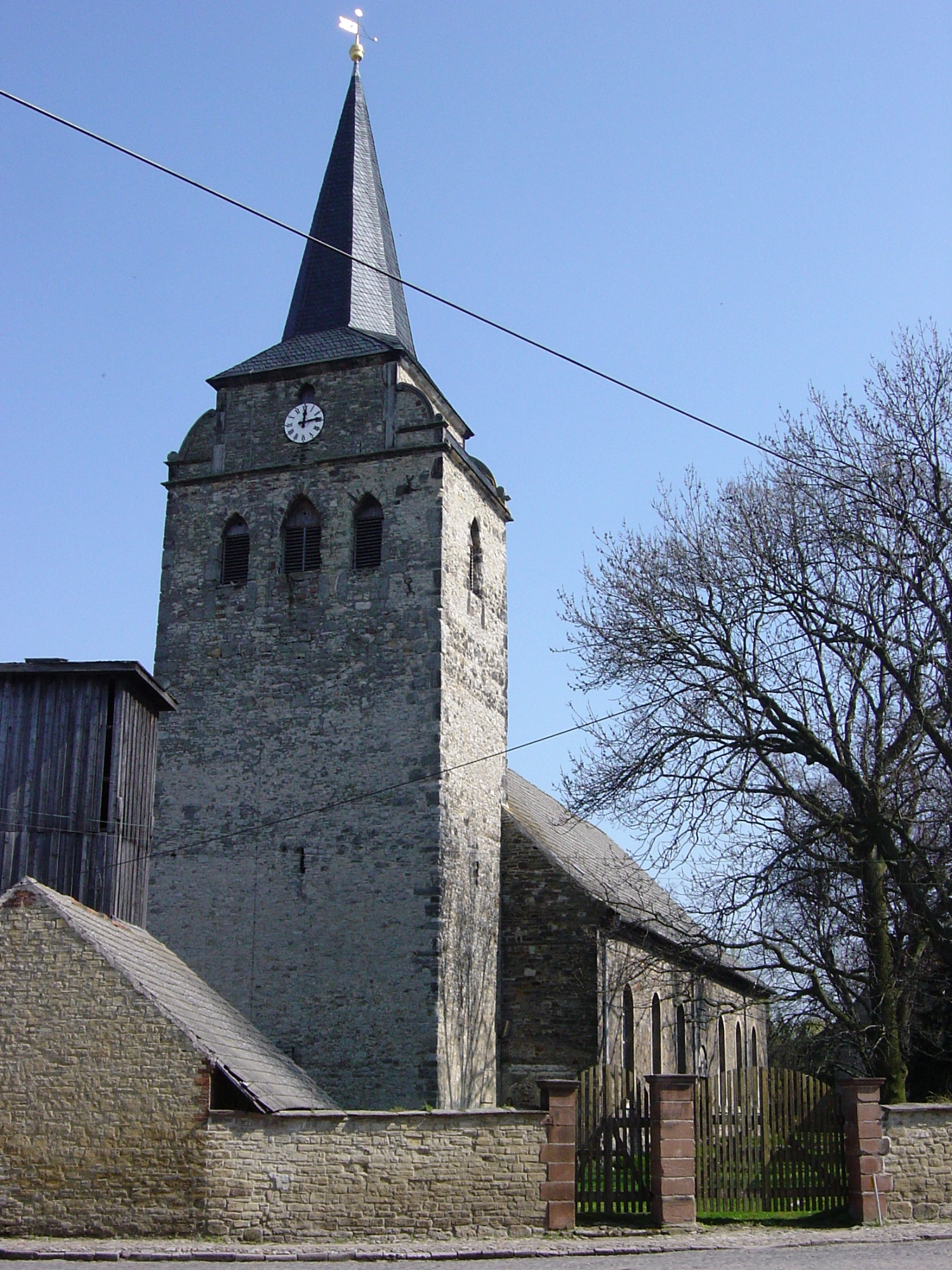
Evangelische Kirche St. Petri in Groß Rodensleben

Groß Rodensleben liegt etwa 15 km westlich von Magdeburg. Das waldarme Gebiet in der nördlichen Magdeburger Börde wird landwirtschaftlich intensiv bewirtschaftet. Das leicht hügelige Gelände erreicht 141 m ü. NN. Nahe dem Ort Hemsdorf entspringt die Schrote, ein kleiner Nebenfluss der Ohre.
Als Ortsteile der ehemaligen Gemeinde waren ausgewiesen:
- Bergen
- Hemsdorf

## Geschichte
Der in Sachsen-Anhalt weit verbreitete Ortsnamensbestandteil -leben bedeutet: „Hinterlassenschaft, Erbe“. Er ist grundsätzlich mit Personennamen im ersten Namensbestandteil kombiniert.
Groß Rodensleben wurde erstmals im Jahre 888 in einer Besitzurkunde des Klosters Corvey erwähnt. Um 1220 wurde der Ort Rodensleve, um 1270 Rodhensleve und im 14. Jahrhundert Rodenscleve genannt. Die reichsfreien Edelherren von Meinersen waren in Rodensleve begütet. Sie gaben um 1220 laut ihrem Lehnsregister zwei Hufen als Lehen an die Brüder von Esbeck und fünf Hufen an die Kinder von Volkmarode.
Am 1. Juli 1950 wurde die bis dahin eigenständige Gemeinde Hemsdorf eingegliedert.
Am 1. Januar 2010 schlossen sich die bis dahin selbstständigen Gemeinden Groß Rodensleben, Bottmersdorf, Domersleben, Dreileben, Eggenstedt, Hohendodeleben und Klein Rodensleben sowie die Städte Wanzleben und Seehausen zur neuen Stadt Wanzleben-Börde zusammen.

## Politik

### Bürgermeister
Der letzte Bürgermeister der Gemeinde Groß Rodensleben war Jürgen Wichert.

### Wappen
Das Wappen wurde am 15. September 1995 durch das Regierungspräsidium Magdeburg genehmigt.
Blasonierung: „In Gold zwei zueinander gewendete rote silbern bewehrte Löwen, in ihren Pranken ein rotes Herz haltend, aus dem drei grünbestengelte rote Rosen gold besamt mit grünen Blattspitzen emporsprießen.“
Die Farben der ehemaligen Gemeinde sind Rot - Gold (Gelb).
Das Wappenbild der zwei zugewendeten roten Löwen auf goldenem Schild, die in ihren Tatzen ein rotes Herz halten, aus dem drei Rosen sprießen, liegt im Landeshauptarchiv Magdeburg aus den 1930er Jahren vor und wurde vom Staatsarchivrates Otto Korn (1898–1955) gezeichnet. Das seine Vorlage das Wappen eines erloschenen Adelsgeschlechts des Ortes war, ist möglich. Die Symbolik der aus dem Herz sprießenden drei heraldischen Rosen deutet jedenfalls einen Bezug auf den Namen des Ortes an, während die Löwen gewiss nur Beiwerk waren - ähnlich den Schildhaltern bei Wappen, wie wir sie noch heute an den Portalen früherer Schlösser und Gutshäuser finden.
Das Wappen wurde vom Magdeburger Kommunalheraldiker Jörg Mantzsch gestaltet und ins Genehmigungsverfahren geführt.

### Flagge
Die Flagge ist Rot - Gelb gestreift mit dem mittig aufgelegten Wappen.

## Kultur und Sehenswürdigkeiten

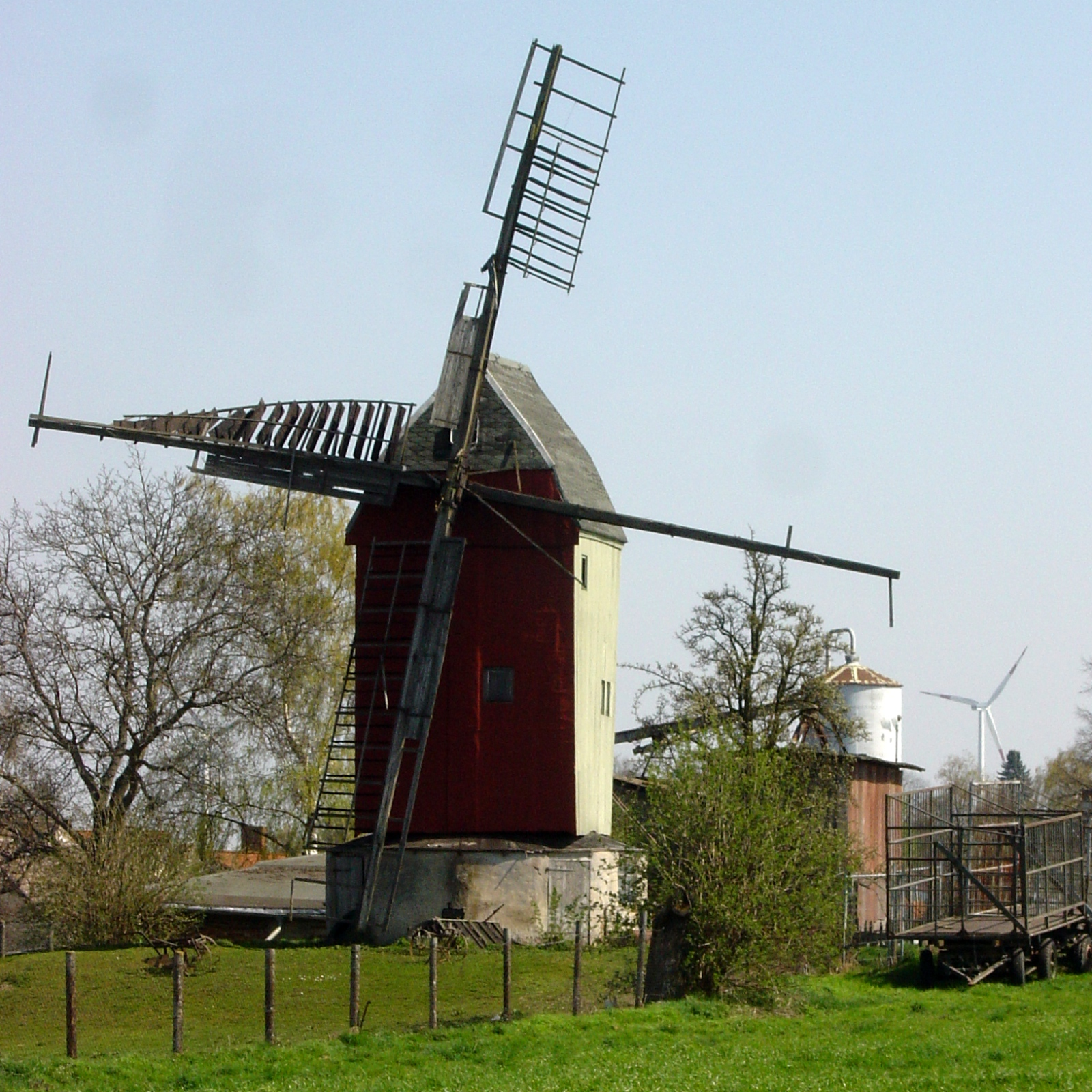
Windmühle in Groß Rodensleben

- Grabstätten auf dem Ortsfriedhof für zwei namentlich bekannte polnische Zwangsarbeiter, eine Frau und einen Mann, die während des Zweiten Weltkrieges nach Deutschland verschleppt und Opfer von Zwangsarbeit wurden
- Grabstätte auf dem Friedhof des Ortsteiles Bergen für einen namentlich bekannten polnischen Zwangsarbeiter

## Verkehrsanbindung
Groß Rodensleben ist durch Landstraßen mit den umliegenden Orten Seehausen, Wanzleben und Magdeburg verbunden. Der Autobahn-Anschluss Bornstedt (A 2) ist ca. 8 km von der Gemeinde entfernt. Der nahegelegene Haltepunkt Ochtmersleben liegt an der Bahnlinie Magdeburg–Braunschweig.